# Remedios (distrito)
Remedios é um distrito da província de Chiriquí, Panamá. Possui uma área de 167,70 km² e uma população de 3.489 habitantes (censo 2000), perfazendo uma densidade demográfica de 20,81 hab./km². Sua capital é a cidade de Remedios.

## História
Chiriquí foi descoberto pela primeira vez em 1519 por Gaspar de Espinosa.
Considerada o mais antigo dos povoamentos chiricanos, foi fundado em 1589 (segundo os reconhecidos historiadores Alberto Osorio, Ernesto Castillero e Rubén D. Carles) pelo capitão Martín Gutiérrez, recebendo o nome de “Nossa Senhora dos Remédios ou Povoado Novo”.
Remedios estabeleceu-se sobre o território que atualmente se denomina "La Garita" e sua fundação obedece às ordens do governador de Veraguas, Dom Pedro Roque Riquelme.
Em 1620 um incêndio assolou a população, motivo pelo qual teve de ser trasladada do assentamento inicial para a região que ocupa hoje há 300 anos, nas proximidades do rio São Félix. A Lorenzo del Salto correspondeu como então governador ordenar o traslado de “Los Remedios”, como se denominava naquela época.
A nova instalação se transformou em um centro comercial de importância, entre alguns fatores:
 1. Sua proximidade com o mar.
2. Possuir  os recursos madeireiros necessários para fabricar embarcações.
3. Constituía também um caminho obrigatório entre Santiago de Veraguas e Chiriquí (nome que recebia  Alanje). 
Remedios era foco da  evangelização dos índios guaymíes da região.
Durante o século XVII, Remedios foi um dos centros populacionais mais destacados para a administração política, civil e religiosa da coroa espanhola no Istmo do Panamá, e como prova disso foi sua eleição como residência de vários governadores.
Em maio de 1680, um grupo de piratas ingleses encabeçados por por Sawkins atacou Remedios, porém seus habitantes advertidos da agressão se prepararam para enfrenta-los e valentemente combateram aos invasores, ocasionando-lhes um grande número de baixas ,incluindo a morte do capitão Sawkins. Este primeiro assalto bucaneiro concluiu-se em fracasso; contudo, em 1685 (segundo Osorio e Eligio Victoria, em 1686) novamente o povoado sofreu o embate dos corsários, que preparam seu ataque ofensivo a partir de Coiba no Golfo de Chiriquí. Nesta ocasião, Townley como cabeça, conseguiu arrasar a população, apesar de encontrarem-se os moradores prevenidos e em melhores condições do que no assalto anterior.
No século XIX, devido ao auge comercial que Remedios experimentou, devido à exportação das minas de ouro denominadas Lobaina, foi eleita como a capital do cantão de Gaymí, na província de Veraguas.
Anterior à criação da Comarca Ngöbe Buglé, Remedios estava composta pelos corregimentos: Cerro Iglesias, El Nancito, Hato Chamí, Lajero y Remedios, porém com a demarcação, Cerro Iglesias y Hato Chamí passaram a jurisdição comarcal. Atualmente Remedios conta com 5 corregimentos que são: Remedios cabecera, El Porvenir, Santa Lucia, El Puerto e El Nancito.

## Nossa Senhora dos Remédios ou Povo Novo
O nome do povo de "Los Remédios" vem de uma devoção mariana da Mãe de Deus, a imagem original de acordo com a tradição foi banhado em ouro e por que não fosse saqueada por piratas e corsários da época, foi escondida em um aro de sedimentos no lugar de "La Garita".
A imagem atual de Nossa Senhora dos Remédios remonta a cerca de 300 anos, foi feita por um artista espanhol que ao chegar à aldeia, ele percebo que a igreja não tinha a imagem do "patrona"; então ele pediu ao povo para trazê-lo de uma jovem virgem, para ser um modelo para fazer a nova imagem; mas eram três jovens virgens se voluntariar para ser modelos para a nova imagem, resultando na produção de três imagens em seus próximas invocação: A Virgem dos Reyes, a Virgem do Carmo e de Nossa Senhora do Rosário, dos quais apenas mantém uma imagem.
No final da obra do artista, a cidade teve três imagens (ou seja três patronas) e não sabia qual dos três mostra em procissão, eles decidem escolher uma das três imagens e em seguida, escolher a imagem que manteve aparência mais com o resto do povo, na escolha escolheu a imagem de uma jovem mulher chamada "Maria dos Reyes", em honra dos Reis Magos e portanto, para que é realizada a cada 06 de janeiro a festa de Nossa Senhora dos Remédios.
A imagem atual da Virgem, o sino de bronze trazidos da Espanha é 1682 ea fonte é o único no istmo. Juntos, eles são os mais antigos e mantido pelo povo relíquias religiosas.
Nas festas os devotos de "La Virgem dos Remédios" convergem de outras províncias e até mesmo países como México, Estados Unidos, Inglaterra, Costa Rica e Colômbia.